# 诺瓦提安
诺瓦提安（约200年—258年）是基督教学者、牧师、神学家，天主教会认为他是251年至258年间的对立教宗。诺瓦提安是首个使用拉丁语的罗马神学家。他在成为对立教宗后被天主教会开除了教籍，追随他的教会后成为诺瓦提安派。